# Shakedown Street
| 전문가 평가              | 전문가 평가 |
| 평가 점수                | 평가 점수   |
| 출처                     | 점수        |
| ------------------------ | ----------- |
| AllMusic                 | [ 1 ]       |
| Christgau's Record Guide | C           |
| Rolling Stone            | Mixed       |

《Shakedown Street》는 1978년 11월 15일, 아리스타 레코드에서 발매된 미국의 록 밴드 그레이트풀 데드의 열 번째 스튜디오 음반 (전체 열다섯 번째)이다. 이 음반은 이전 스튜디오 음반 《Terrapin Station》 이후 1년이 조금 넘었다. 발매 몇 달 만에 밴드를 떠난 키스와 도나 진 가드쇼의 마지막 음반이었다. 이 음반은 로웰 조지 (리틀 피트의 멤버)와 존 칸에 의해 제작되었다.

## 녹음
1974년부터 1976년까지 그레이트풀 데드의 공백기가 끝나갈 무렵, 그들은 샌러펠에 있는 프론트 스트리트 창고를 임대했다. 1977년, 리드 기타리스트 제리 가르시아가 제리 가르시아 밴드와 함께 《Cats Under the Stars》의 녹음을 위해 리허설을 하고 있을 때, 그들은 스튜디오 녹음 장비를 설치하고 방의 사운드를 잡기로 결정했다. 리허설/보관 공간은 가르시아의 로비를 받은 대로 《Shakedown Street》를 녹음하기에 편리했다. 그레이트풀 데드는 다시 외부 프로듀서와 함께 작업했지만, 이번에는 동료이자 존경 받는 음악가를 찾았다. 드러머 빌 크로이츠만은 "우리는 키스 올슨과 다시 작업하고 싶지 않았지만, 클라이브 데이비스와의 약속을 지키고 프로듀서 자리에 누군가를 두어야 했고, 그래서 우리는 리틀 피트의 로웰 조지를 고용했다"라고 말했다.

## 곡 목록
| #  | 제목                     | 작사·작곡                    | 리드 보컬         | 재생 시간 |
| -- | ------------------------ | ---------------------------- | ----------------- | --------- |
| 1. | 〈Good Lovin'〉          | 루디 클라크, 아서 레스닉     | 밥 위어           | 4:51      |
| 2. | 〈France〉               | 미키 하트, 로버트 헌터, 위어 | 위어, 도나 가드쇼 | 4:03      |
| 3. | 〈Shakedown Street〉     | 제리 가르시아, 헌터          | 가르시아          | 4:59      |
| 4. | 〈Serengetti〉           | 하트, 빌 크로이츠만          | 기악              | 1:59      |
| 5. | 〈Fire on the Mountain〉 | 하트, 헌터                   | 가르시아          | 3:46      |

| #  | 제목                           | 작사·작곡          | 리드 보컬 | 재생 시간 |
| -- | ------------------------------ | ------------------ | --------- | --------- |
| 1. | 〈I Need a Miracle〉           | 존 페리 발로, 위어 | 위어      | 3:36      |
| 2. | 〈From the Heart of Me〉       | D. 가드쇼          | D. 가드쇼 | 3:23      |
| 3. | 〈Stagger Lee〉                | 가르시아, 헌터     | 가르시아  | 3:25      |
| 4. | 〈All New Minglewood Blues〉   | 노아 루이스        | 위어      | 4:12      |
| 5. | 〈If I Had the World to Give〉 | 가르시아, 헌터     | 가르시아  | 4:50      |